# Cathédrale Saint-Aidan de Ferns
Cette  cathédrale n’est pas la seule cathédrale Saint-Aidan.
La cathédrale Saint-Aidan de Ferns est une cathédrale anglicane irlandaise consacrée à saint Aidan († v. 632).

## Histoire
La première installation chrétienne à Ferns est un monastère du début du VIIe siècle, fondé par Aidan de Ferns. En 930, il est brûlé lors des raids vikings. Une abbaye est refondée en 1158.
La cathédrale médiévale — siège historique du diocèse de Ferns — est consacrée à Aidan dans les années 1230 par l’évêque Jean de St. Jean (1223 – 1253). Elle est située sur le territoire de l’ancien monastère, et est construite selon un plan cruciforme.
Elle brûle durant la période élisabéthaine. Malgré l’ordre royal, seul un bout de la nef est rebâti. Certains éléments du XIIIe siècle sont intégrés, comme le mur est avec ses fenêtres à lancettes ; les restes du chœur sont encore visibles à distance.
Il faut attendre les années 1817 pour la voir totalement reconstruite, à la taille qu’on lui connait aujourd’hui. Le clocher actuel et la maison du chapitre sont ajoutés à ce moment.

## Ornements et mobilier

### Vitrail
La cathédrale présente sur le mur sud un vitrail réalisé par Catherine Amelia O'Brien, représentant « saint Patrick, l’apôtre de l’Irlande. »
Le vitrail fut installé là en 1931 en mémoire de Thomas Brownell Gibson. Il est inscrit : « À la gloire de Dieu et en mémoire de Très Révérend Thomas Brownell Gibson, recteur de Ferns, 1896–1925. »

### Gisant
Un gisant du XIIIe siècle représente un évêque en habits et mitre, dans le sud-ouest de la nef. On suppose qu’il représente l’évêque de Ferns Jean de St. Jean (évêque en 1223, † 1253).

### Cuve baptismale
Une cuve baptismale est située au coin sud-ouest de la nef. Une plaque indique :

« Given in gratitude for the birth and Baptism of

LOUISE MARY ELIZABETH MCFALL

Baptised Whitsunday 25th May 1947

ROBERT EDWARD GARRAWAY MCFALL

Baptised Sunday 31st October 1948

MARGARET IDA DE LA RIVE MCFALL

Baptised Sunday 4th December 1949 »

— texte original

## Illustrations

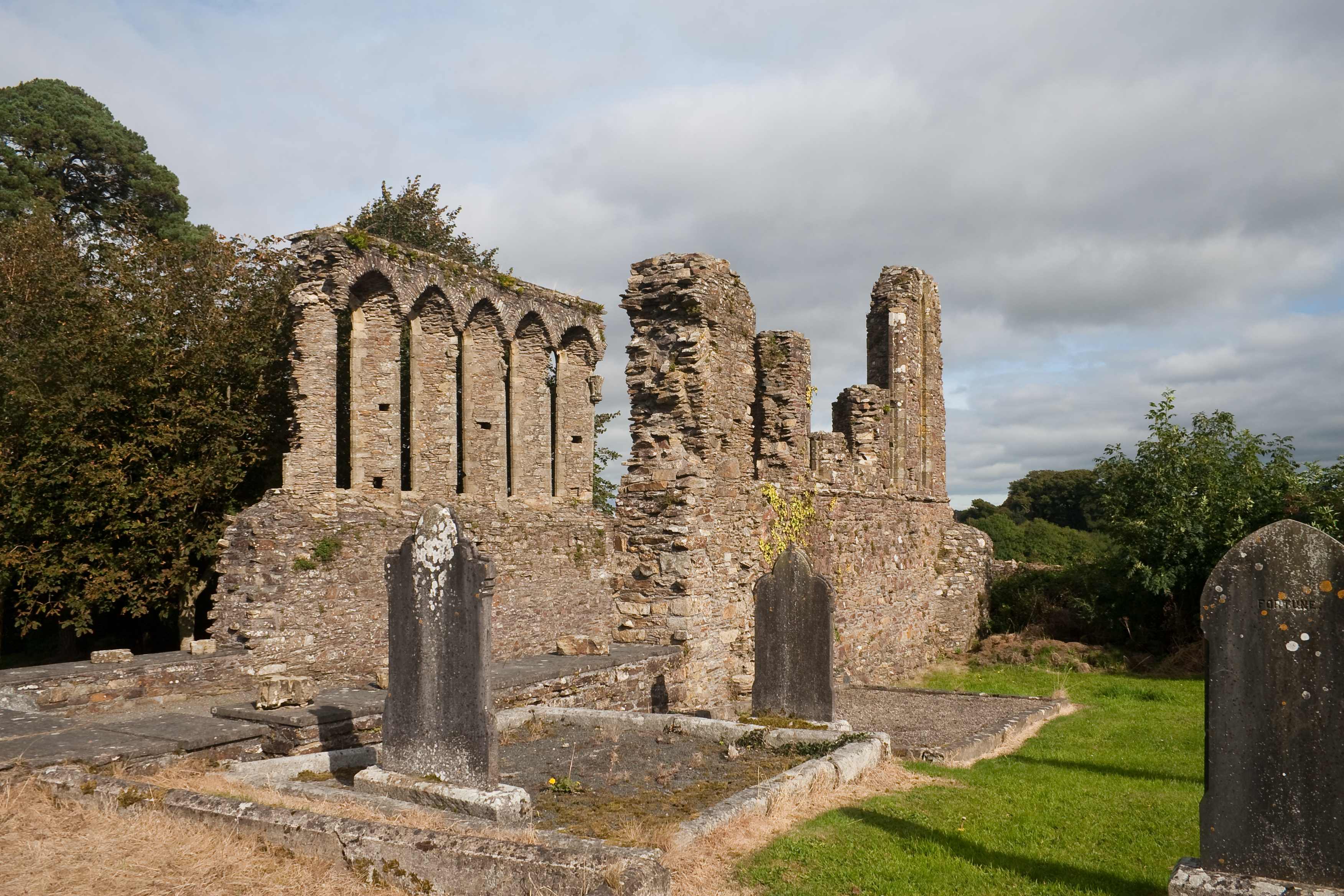
Ruines du chœur.
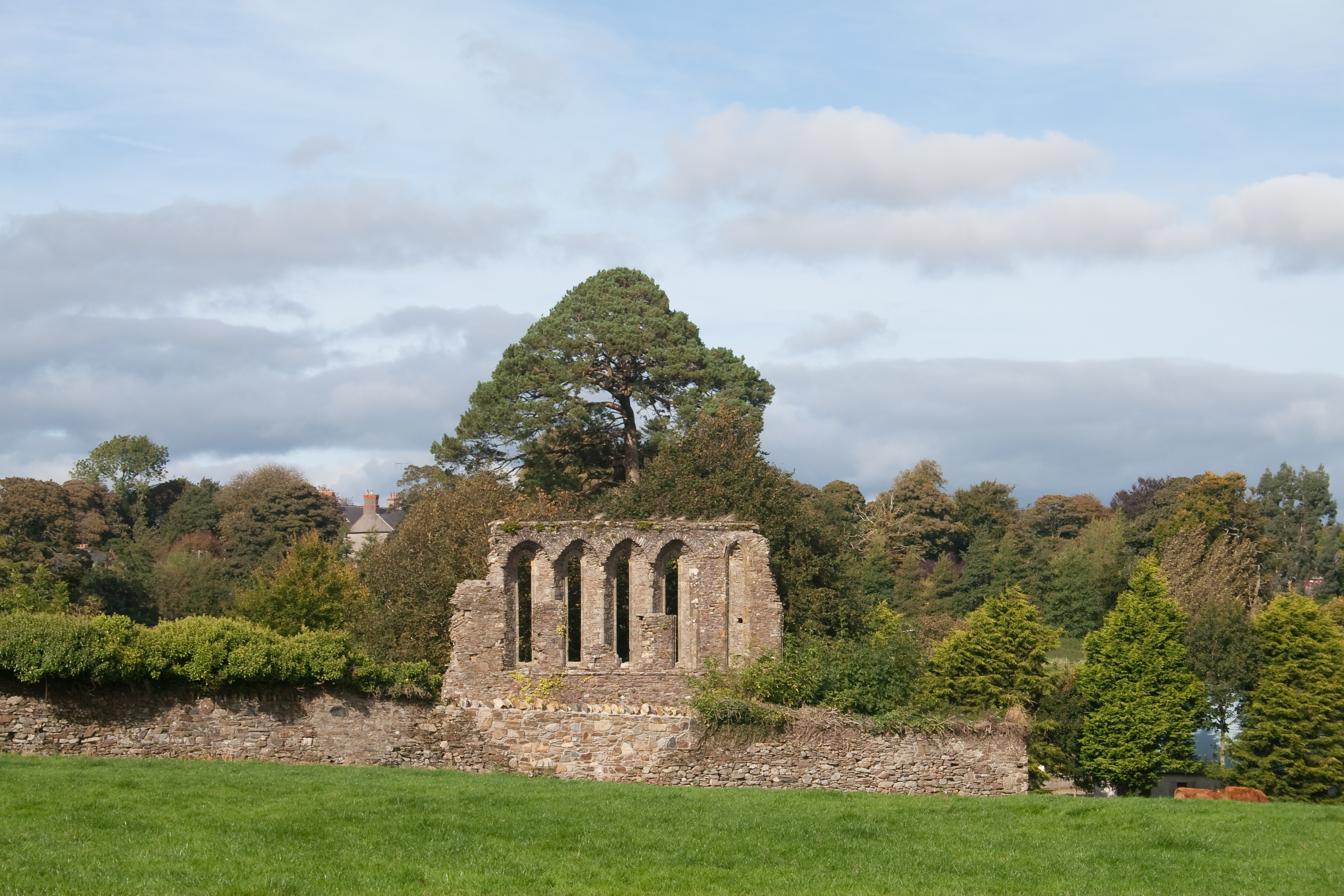
Ruines depuis le sud.
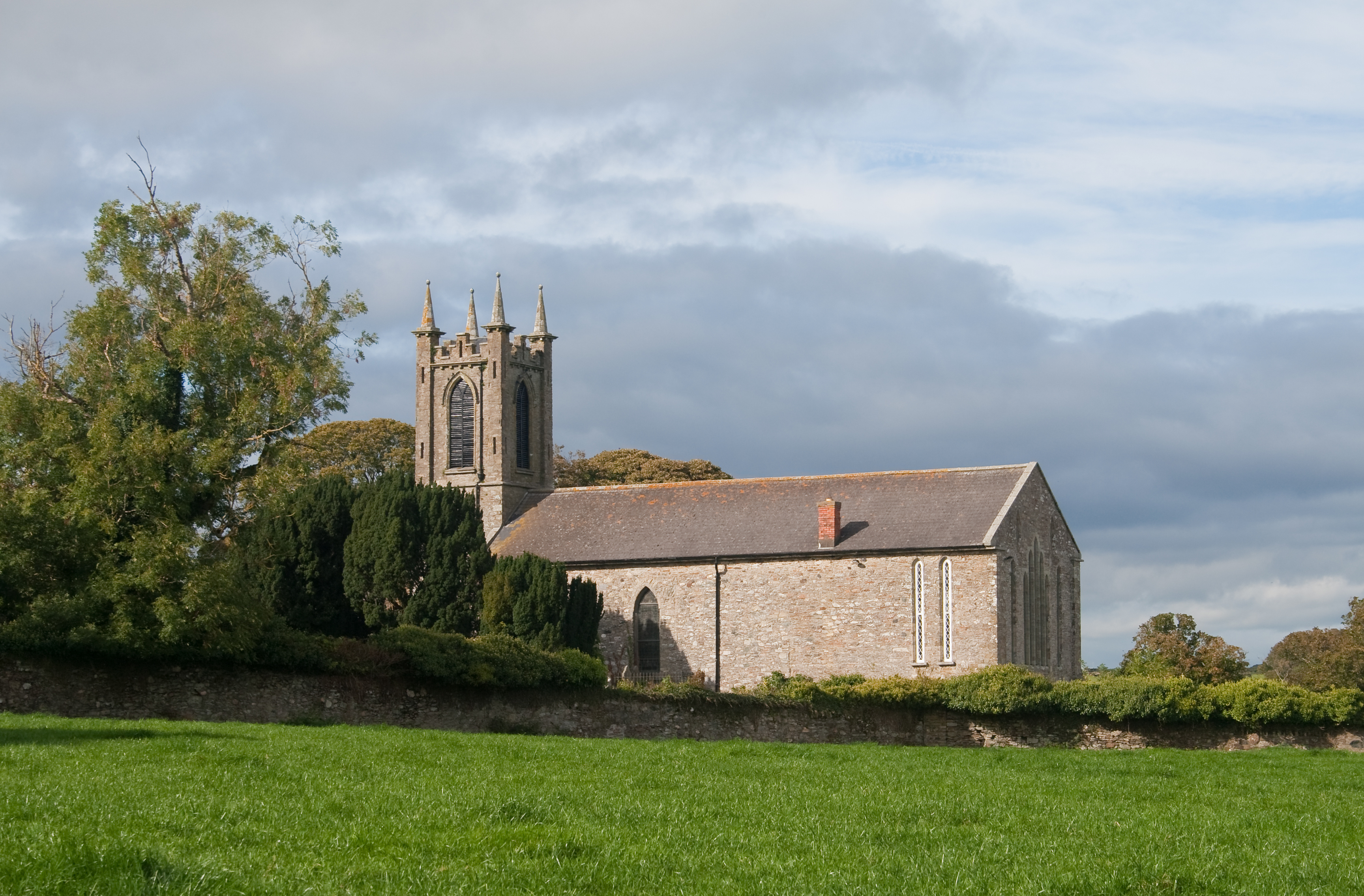
Vue depuis le sud-est.
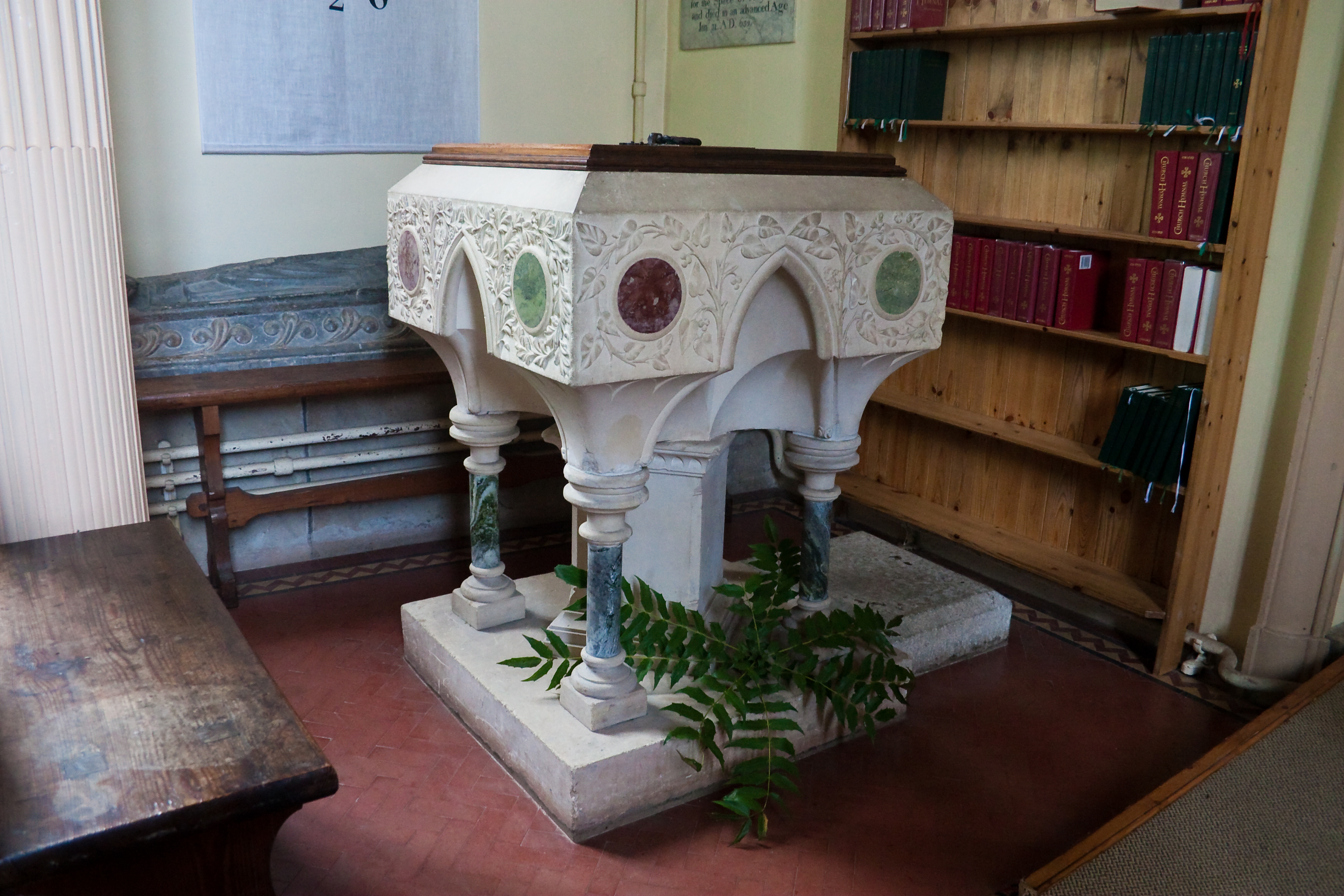
Cuve baptismale.
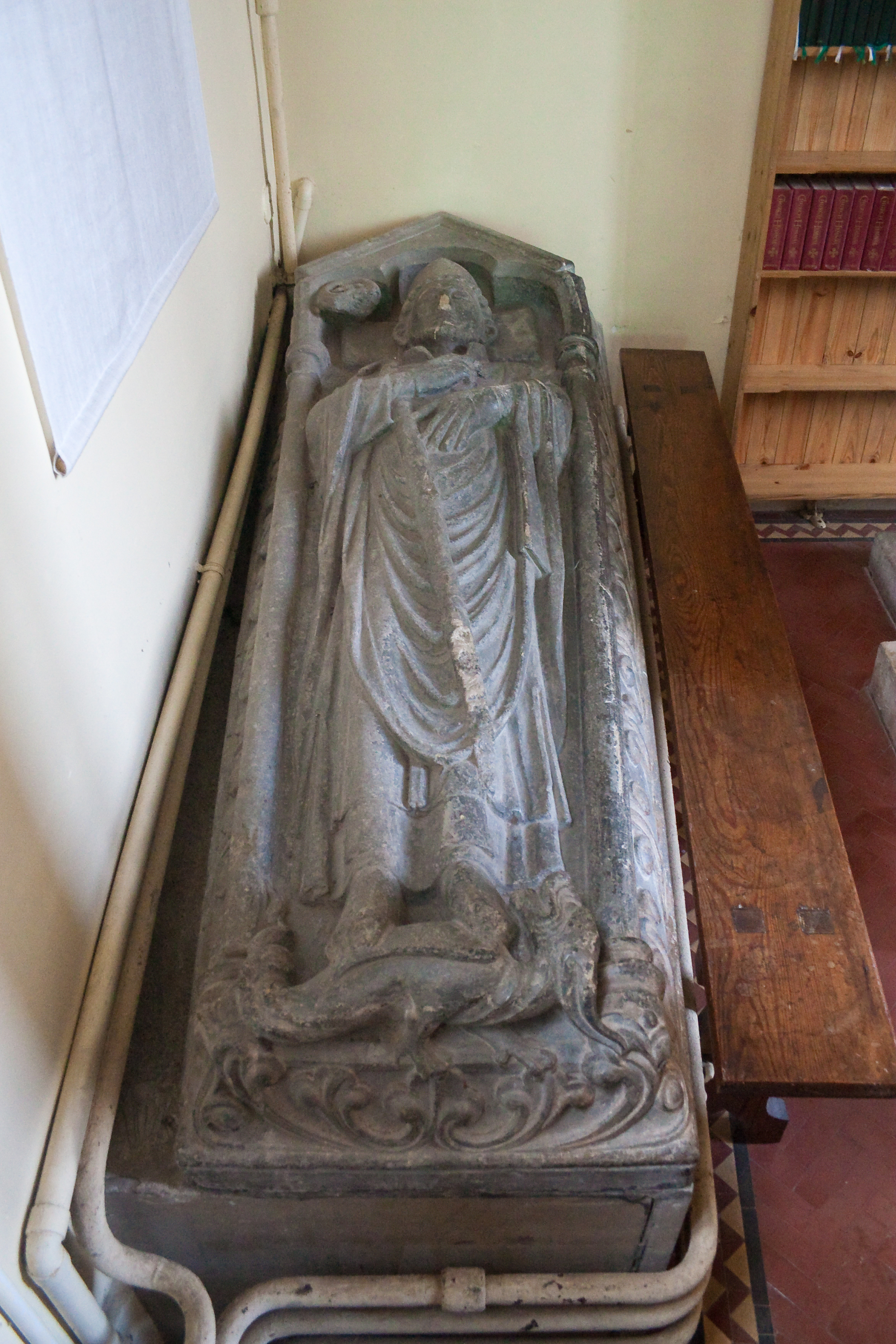
Gisant de saint Jean.

## Source
- (en) Cet article est partiellement ou en totalité issu de l’article de Wikipédia en anglais intitulé « Ferns Cathedral » (voir la liste des auteurs).
- Commentaires des images de la catégorie de la cathédrale Saint-Aidan de Ferns sur Commons.